# Francisco Muse
Francisco Javier Muse Mehech (* 9. April 1996) ist ein chilenischer Leichtathlet, der sich auf den Speerwurf spezialisiert hat.

## Sportliche Laufbahn
Erste Erfahrungen bei internationalen Meisterschaften sammelte Francisco Muse im Jahr 2015, als er bei den Juniorensüdamerikameisterschaften in Cuenca mit einer Weite von 70,18 m die Goldmedaille im Speerwurf gewann. Im Jahr darauf siegte er mit 71,84 m bei den U23-Südamerikameisterschaften in Lima mit einem Wurf auf 71,84 m und 2018 nahm er an den Südamerikaspielen in Cochabamba teil und belegte dort mit 72,73 m den vierten Platz. Anschließend gewann er bei den Ibero-Amerikanischen Meisterschaften in Trujillo mit 73,10 m die Silbermedaille hinter dem Kolumbianer Arley Ibargüen, ehe er bei den U23-Südamerikameisterschaften in Cuenca mit 76,91 m seinen Titel verteidigte. 2019 gewann er bei den Südamerikameisterschaften in Lima mit einem Wurf auf 75,97 m die Silbermedaille hinter dem Kolumbianer Dayron Márquez. Anschließend nahm er an der Sommer-Universiade in Neapel teil und belegte dort mit 74,11 m den neunten Platz und auch bei den kurz darauf in Lima stattfindenden Panamerikanischen Spielen wurde er mit 72,84 m Neunter. 2021 klassierte er sich mit einer Weite von 70,53 m auf dem sechsten Platz bei den Südamerikameisterschaften in Guayaquil. Im Jahr darauf siegte er mit 76,71 m bei den Juegos Bolivarianos in Valledupar und gelangte dann bei den Südamerikaspielen in Asunción mit 63,50 m auf Rang sieben. 2023 wurde er bei den Panamerikanischen Spielen in Santiago de Chile mit 67,56 m Elfter.
In den Jahren 2018 und 2019 sowie von 2021 bis 2023 wurde Muse chilenischer Meister im Speerwurf.